# 3594 Scotti
A 3594 Scotti (ideiglenes jelöléssel 1983 CN) a Naprendszer kisbolygóövében található aszteroida. Edward L. G. Bowell fedezte fel 1983. február 11-én.